# Sacrae disciplinae leges
Sacrae disciplinae leges (łac. Ustawy świętej karności) – konstytucja apostolska ogłoszona 25 stycznia 1983 przez Jana Pawła II z okazji wprowadzenia nowego Kodeksu Prawa Kanonicznego. 
Konstytucja zawiera genezę powstania kodeksu, podziękowania dla jego autorów, krótkie streszczenie rozwoju prawa kanonicznego oraz przypomnienie jakie miejsce w Kościele katolickim zajmuje prawo kanoniczne i jak należy je stosować.